# Нордманн Олександр Давидович
Олександр Давидович Нордманн (фін. Alexander von Nordmann; 24 травня 1803, Котка — 25 червня 1866, Турку) — фінський натураліст, зоолог, палеонтолог. 

## Біографія
Нордман народився 25 травня 1803 року на південному узбережжі Фінляндії, на о. Руотенсальмі у родині військового. 1821 року вступив до університету фінського міста Або (Турку), який закінчив у 1827 році. Далі продовжував своє навчання у Берліні на медичному факультеті. Тут Нордманном була написана дисертація на науковий ступінь доктора медицини. 1832 року він був запрошений на кафедру природної історії в Одесу, в Рішельєвський ліцей на посаду професора. За сумісництвом деякий час також завідує Одеським ботанічним садом. Протягом 1833—1837 років Нордман здійсНив низку експедицій, спрямованих на вивчення флори та фауни степової частини України, Криму, Сербії, Румунії, Молдови, Кавказу, Півдня Росії.
У 1849 року Нордманн переїжджає до м. Гельсінгфорс (Гельсінки), де обіймає посаду професора зоології в університеті. 1859 року він був обраний членом-кореспондентом Російської Академії наук.
Пішов з життя 25 червня 1866 року від інфаркту.

## Наукові інтереси
Нордманн — фахівець у галузях гельмінтології, орнітології, іхтіології, ентомології, палеонтології. 
У докторській дисертації він описав 70 видів гельмінтів, які паразитують в очах хребетних тварин. Вперше описав багато видів птахів: дрохву, шпака рожевого, чайку шпорову, горлицю садову.
У 1855 році він висловив гіпотезу магнітної орієнтації перелітних птахів.
Одним з перших почав досліджувати у 1846 році Одеські катакомби.

## Наукові праці
О. Д. Нордманн автор 74 наукових праць. Найважливіші з них:
- Nordmann A. Catalogus avium in Rossia meridionale observatarum // Bull. Nature. Moscou. — 1834. — P. 445–451.
- Nordmann A. Aquila fulva in Gefecht // Zoolog. Garten. − Bd. 2. − S. 68.
- Nordmann A. Observations sur la faune pontique. Voyage dans la Russie méridionale et la Crimée, par la Hongrie, la Valachie et la Moldavie, exécuté en 1837 par A. de Demidoff. 4 vol. − Paris, 1840.

## Пам'ять
На честь Нордманна названі: птах дерихвіст степовий (Glareola nordmanni), метелик Parnassius nordmanni, ялиця (Abies nordmanniana).